# Trichoscelia fenella
Trichoscelia fenella är en insektsart som först beskrevs av John Obadiah Westwood 1852.  Trichoscelia fenella ingår i släktet Trichoscelia och familjen fångsländor. Inga underarter finns listade i Catalogue of Life.